# Президентские выборы в Румынии (1990)
Президентские выборы состоялись в Румынии 20 мая 1990 года, став первыми выборами после свержения Николае Чаушеску и образования Фронта национального спасения, взявшего власть в свои руки. Президент избирался на 2 года.
В результате выборов председатель Фронта национального спасения, преобразованного после выборов в политическую партию, Ион Илиеску был избран президентом с огромным отрывом, получив более 85 % голосов уже в первом туре. Его основной соперник, лидер восстановленной Национально-либеральной партии, имевшей большой вес до прихода к власти коммунистов в 1947 году, Раду Кэмпеану набрал немногим больше 10 %.

## Результаты выборов
| Кандидат                 | Кандидат                 | Партия                                                   | Голосов    | %      |
| ------------------------ | ------------------------ | -------------------------------------------------------- | ---------- | ------ |
|                          | Ион Илиеску              | Фронт национального спасения                             | 12 232 498 | 85,07  |
|                          | Раду Кымпяну             | Национальная либеральная партия                          | 1 529 188  | 10,64  |
|                          | Ион Рациу                | Христианско-демократическая национал-цэрэнистская партия | 617 007    | 4,29   |
| Действительных голосов   | Действительных голосов   | Действительных голосов                                   | 14 378 693 | 96,98  |
| Недействительных голосов | Недействительных голосов | Недействительных голосов                                 | 447 923    | 3,02   |
| Всего                    | Всего                    | Всего                                                    | 14 826 616 | 100,00 |
| Явка избирателей         | Явка избирателей         | Явка избирателей                                         | 17 200 722 | 86,20  |

- Ион Илиеску
- Раду Кымпяну
- Ион Рациу